# Chiesa di Santa Croce al Pino
La chiesa di Santa Croce al Pino si trova a Firenze, in via Bolognese, nell'omonima località detta "Il Pino" presso la frazione La Lastra. Fa parte della diocesi di Fiesole.

## Storia e descrizione

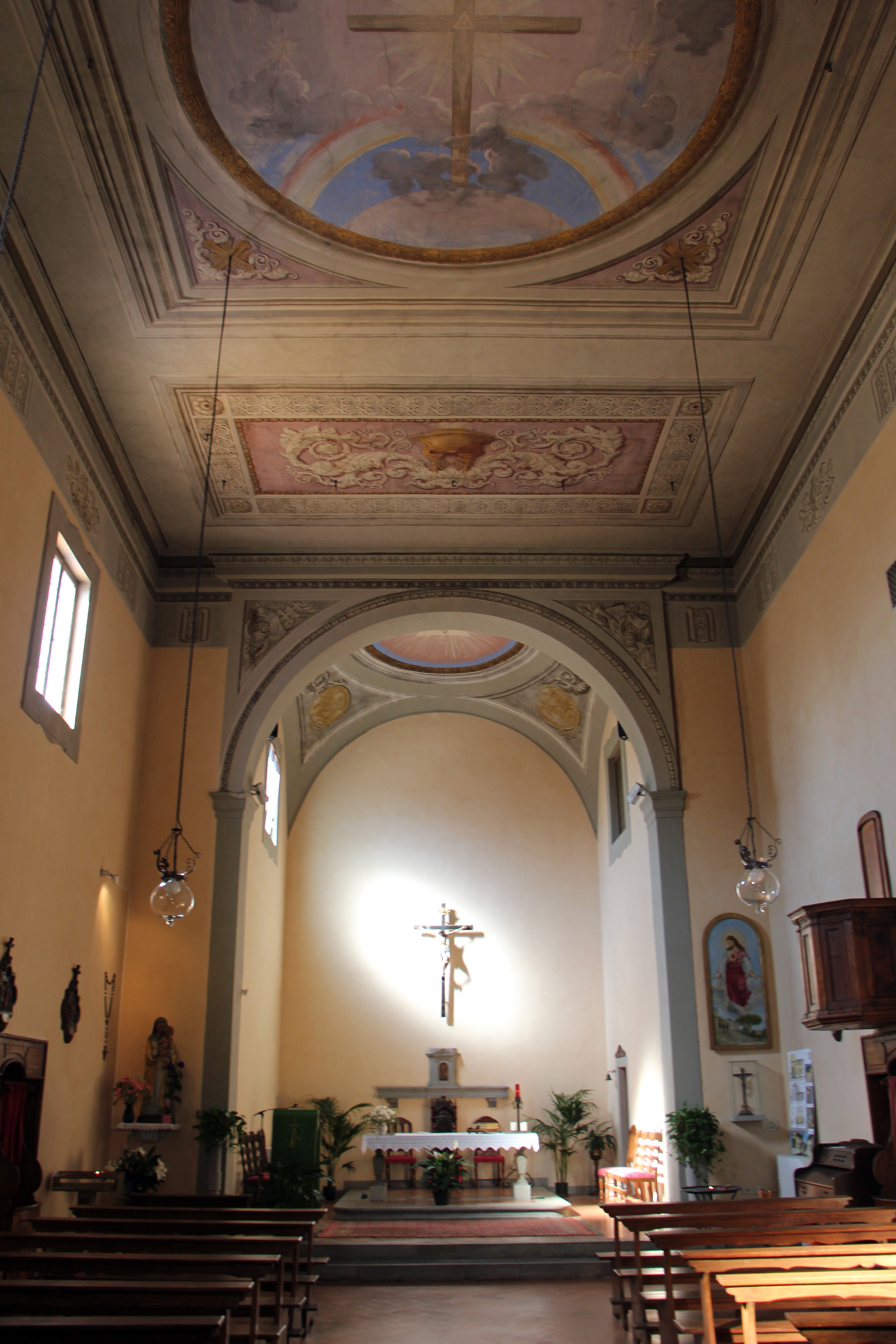
L'interno

La chiesa attuale, del 1875 (come ricorda l'iscrizione sul fregio del portico), sorge sui resti dell'antica chiesa monasteriale di San Bartolomeo alla Lastra. Il cenobio è oggi per lo più inglobato nell'attigua villa Il Pino. Nato come monastero femminile cistercense, secondo le volontà testamentarie del 1352 del mercante della lana Maso di Bartolino di Drudolo della Lastra, che qui possedeva un podere, venne fabbricato dagli esecutori testamentari nel 1354, sotto il consenso del vescovo di Fiesole, e dedicato a san Bartolomeo alla Lastra. La sua custodia era affidata alla Badia a Settimo. Nel 1360 vi si stabilirono le monache e un anno dopo il vescovo Andrea Corsini consacrò gli altari.
Nel 1424 le monache si scontrarono col vescovo fiesolano che voleva imporre loro la propria autorità (mentre esse volevano restare dipendenti solo dall'abate di Settimo), tanto che dovette intervenire anche la Signoria a dirimere la controversia e far reinsediare la badessa e una monaca che il presule di Fiesole aveva espulso. Nel 1453 il monastero venne soppresso e papa Niccolò V ne incorporò i beni nella diocesi fiesolana.
L'edificio venne quindi destinato ad altri usi: una parte divenne un'abitazione signorile e l'altra metà divenne la canonica della parrocchia di Santa Croce al Pino, tutt'oggi della diocesi di Fiesole.
La chiesa odierna si trova al termine di una scalinata ed ha un piccolo portico esterno, tipico delle strutture religiose lungo le vie di passaggio, in modo da poter offrire, all'occorrenza, un po' di riparo per i viaggiatori e pellegrini. Sotto il portico una targa ricorda i morti della zona nella seconda guerra mondiale.